# Farez Bin Juraimi
Muhammad Farez bin Juraimi (nacido el 17 de abril de 1993) es un actor Singapurense que interpretado a Aziz en la producción de Disney Channel Singapur para móviles As the Bell Rings, una serie sitcom basada en la popular serie de Disney Channel Italia Quelli dell'Intervallo. Su debut en la pantalla fue Looking For Nathaniel, en la que interpreta a Buddy, seguido por Double Chin 2, en la que interpreta a un chico asmático al que le gustan los deportes. Otros papeles incluyen Kallang Roarel cual fue lanzado en 2008.